# فهرست وام‌واژه‌ها در ترکی آذربایجانی
در اینجا فهرستی از وام‌واژه‌هایی از زبان‌های خارجی که در درازای تاریخ در زبان ترکی آذربایجانی و در متون ترکی آذربایجانی اعم از ترکی آذربایجانی کلاسیک کهن و ترکی آذربایجانی نو بکار رفته‌اند، وجود دارد.

## واژگان آرامی
- گؤل:استخر، دریاچه

## واژگان انگلیسی
- تیلیف:تفاله چای از دو کلمه (tea)چای+(leaf)برگ
- نختا:افسار اسب از کلمه (necktie) به معنی کراوات

## واژگان سانسکریت
- چاققال:شغال از کلمه سانسکریت सृगाल srgalah به معنی زوزه کش

## واژگان عبری
- قایئن:برادر زن، برادر شوهر از کلمهٔ عبری (Qayin) به معنی قابیل
- قویو:چاه از کلمهٔ عبری قوی(guy) به معنی دره
- قویون:گوسفند، از کلمهٔ عبری (goy)به معنی حیوان

## واژگان فرانسوی
- دؤیؤ: برنج، از کلمهٔ فرانسوی(du riz دؤغی)

## واژگان یونانی
- آراز:ارس
- آرش: از نام خدای جنگ یونانی ها(Ares)
- هرمز:از نام خدای بازرگانی یونانی ها(Hermes)
- هلن:نامی یونانی است به معنی مشعل، دختر زئوس و لئدا